# Vaughan (Ontario)
Vaughan [vɔːn] ist eine Stadt in der Regional Municipality of York nördlich von Toronto in der Provinz Ontario in Kanada. Sie ist eine der am schnellsten wachsenden Städte in Kanada und hat ihre Bevölkerung seit 1996 mehr als verdoppelt (Stand 1996: 132.549; Stand 2011: 288.301). Vaughan gehört zur Metropolregion Toronto. Ihr Slogan ist: „The city above Toronto“.
Im Nordosten der Gemeinde liegt der Grüngürtel der in Ost-West-Richtung verlaufende Hügelkette der Oak Ridges-Moräne.

## Geschichte
Der erste Europäer, der Vaughan erkundete, war Étienne Brûlé 1615. Eine Siedlung wurde jedoch erst 1792 gegründet. Die Ortschaft wurde nach Benjamin Vaughan, einem britischen Beauftragten, der 1783 einen Friedensvertrag mit den Vereinigten Staaten unterschrieb, benannt.
1991 änderte die Ortschaft ihren Rechtsstatus zur „City of Vaughan“.

## Wirtschaft
In Vaughan befindet sich die Druckerei von Toronto Star, der auflagenstärksten Zeitung von Kanada, sowie der Freizeitpark Canada’s Wonderland.

## Bildung
Die York University liegt an der Grenze von Toronto zu Vaughan. Sie ist eine der größten Universitäten in Kanada mit über 50.000 Studenten.

## Partnerstädte
Vaughan besitzt eine Reihe von Städtepartnerschaften:
- Sora, Italien (1992)
- Ramla, Israel (1993)
- Sanjo, Japan (1993)
- Yangzhou, China (1995)
- Baguio City, Philippinen (1997)
- Delia, Italien (1998)
- Lanciano, Italien (2002)

## Söhne und Töchter der Stadt
- Duff Gibson (* 1966), Olympiasieger (2006) und Weltmeister (2004) im Skeleton
- Chris DiDomenico (* 1989), Eishockeyspieler
- Roman Sadovsky (* 1999), Eiskunstläufer
- Conrad Orzel (* 2000), Eiskunstläufer